# Barro (Noya)
Barro (llamada oficialmente Santa Cristina de Barro) es una parroquia y un lugar español del municipio de Noya, en la provincia de La Coruña, Galicia.

## Geografía
La aldea se encuentra dividida en varios lugares claramente diferenciados: entrando en el cruce, y hasta llegar a la pista polideportiva municipal, nos encontraríamos con el lugar de Carracido que termina en el monte homónimo. En la parte central de la aldea, donde se sitúa el mayor concentramiento humano, no recibe un nombre especial, aunque usualmente recibe el genérico (A Barquiña). Finalmente, en las partes más alejadas y cercanas ya la desembocadura del río Tambre tendríamos el Cruceiro do Río y el lugar de Paralada. Este último sería la última zona virgen que queda en la aldea, probablemente su proximidad al río da lugar a que gran cantidad de terrenos queden dentro de la zona calificada como de "dominio público".

## Entidades de población
Entidades de población que forman parte de la parroquia:
- Abruñeiras
- A Calzada
- Agualevada (Augalevada)
- A Horta da Zapateira
- Alvariza
- A Praga
- Argote
- Barro
- Barquiña (A Barquiña)
- Campo de Lamas
- Carrasido (Carracido)
- Corral (Curral de Orro)
- Costaneira (A Costaneira)
- Coto de Abajo (O Couto de Abaixo)
- Coto de Arriba (O Couto de Arriba)
- Cruceiro da Barquiña (O Cruceiro da Barquiña)
- Cruceiro de Barro (O Cruceiro de Barro)
- Crucero del Río (O Cruceiro do Río)
- Devesa (Devesa do Marqués)
- Eiroa
- Fialla (A Fialla)
- Gilvir (Xilvir)
- La Iglesia (A Igrexa)
- La Loge (A Loxe)
- Loureiro (O Loureiro)
- Manle
- Orro
- Ousoño
- Pazos (Os Pazos)
- Perouta (A Perouta)
- Piñeiro (O Piñeiro)
- Pirillueiro (O Pirillueiro)
- Ponte
- Puente de Traba (Ponte de Traba)
- Rasa de Abajo (A Rasa de Abaixo)
- Rasa de Arriba (A Rasa de Arriba)
- Sabardes
- Sameiro
- San Bricio (San Breixo)
- Telleiro (O Telleiro)
- Tojeira (A Toxeira)
- Vilanova
- Vilar de Ousoño
- Vilarbello (Vilarvello)
- Vista Alegre
- Vista Hermosa (Vista Fermosa)

## Despoblado
- Torriña (A Torriña)

## Demografía

### Parroquia
| Gráfica de evolución demográfica de Barro (parroquia) entre 2000 y 2018 |
|                                                                         |
| Datos según el nomenclátor publicado por el INE.                        |

### Lugar
| Gráfica de evolución demográfica de Barro (lugar) entre 2000 y 2018 |
|                                                                     |
| Datos según el nomenclátor publicado por el INE.                    |